# سنداي دايكانون
```
سنداي دايكانون
 
(
باليابانية
: 仙台 大観音)
 هو تمثال ضخم لـ نيويرين كانون حاملة الجوهرة (أحد أشكال 
أفالوكيتسافارا
)، يقع في مدينة 
سنداي
، 
اليابان
.
```

يعتبر أطول تمثال لـ نيويرين كانون في العالم، وأطول تمثال لإلهة في اليابان. اعتبارًا من عام 2018، يعد تمثال سنداي دايكانون واحداً من أطول خمسة تماثيل في العالم، حيث يصل طوله إلى 100 متر (330 قدم). في وقت اكتماله في عام 1991، كان أطول تمثال في العالم، ولكن تم تجاوزه منذ ذلك الحين.
هناك رسوم دخول صغيرة للدخول داخل التمثال نفسه. يوجد في الطابق الأول العديد من التماثيل الكبيرة لبوذا والملوك الأسطوريين.
يمكن للزوار ركوب المصعد إلى الطابق الثاني عشر، وبعدها يمكنهم نزول الدرج لمشاهدة التمثال من الداخل. يوجد في كل طابق ثمانية تماثيل لبوذا معروضة في خزائن خشبية.